# Bassanese
Il Bassanese, o Pedemontana del Brenta, è un'area geografica avente come centro la città di Bassano del Grappa, essa include oltre ai comuni circostanti anche parte del settore occidentale della Provincia di Treviso e una porzione della parte settentrionale della Provincia di Padova (Alta Padovana). La zona è storicamente unita alla sua città, Bassano del Grappa, con la quale condivide il dialetto, la cultura locale e le tradizioni. L'area è una delle più industrializzate del Paese con una forte presenza dell'artigianato. L'area della Provincia di Vicenza è accomunata dallo stesso distretto sanitario, l'ULSS 7 - Pedemontana, l'azienda che gestisce le acque, i rifiuti e le risorse, l'ETRA, e il centro studi, dove si concentrano quasi tutte le scuole superiori dell'area.
I comuni sono legati dall'Intesa Programmatica d'Area Pedemontana del Brenta e condividono il marchio turistico d'area Territori del Brenta.